# Тремоліт
Тремоліт — породотвірний мінерал класу силікатів, сімейства амфіболів. Магніїстий різновид актиноліту. 
Синоніми: граматит, гепфнерит, каламіт, карамзиніт, норденшельдит, рафіліт, себесит.

## Етимологія та історія
Тремоліт вперше був виявлений поблизу Камполунго в долині Валь-П'юмонья у швейцарському кантоні Тічино. Вперше його описав у 1790 році Йоганн Георг Альбрехт Гепфнер, який назвав мінерал на честь долини Валь-Тремола, розташованої поблизу перевалу Готард, яку він помилково задокументував як типову місцевість.
Типовий матеріал мінералу зберігається в Музей природознавства міста Женева в Женеві під номером колекції HBS 1022 (HT) та в Кантональному геологічному музеї в Лозанні під номерами колекцій MGL 60746 та MGL 60787.

## Загальний опис
Хімічна формула:
- 1. За Є. Лазаренком та К.Фреєм: Ca2(Mg, Fe2+)5 [Si4O11]2(OH, F)2.
- 2. За Г.Штрюбелем, З. Х. Ціммером: Ca2Mg5Si8O22(OH)2.
- 3. За «Fleischer's Glossary» (2022): Ca2(Mg, Fe)5Si8O22(OH)2.

Склад у % (з родов. Белмет, шт. Нью-Йорк, США): CaO — 11,88; MgO — 25,19; SiO2 — 59,45; H2O — 2,27. Домішки: Al2O3, MnO, FeO.
Сингонія моноклінна. Форми виділення: довгопризматичні, голчасті, волокнисті та волосоподібні кристали, тичкуваті, повстеподібні аґреґати. Двійники. Спайність довершена за призмою, під кутом бл. 56° (що характерно для всіх амфіболів). Густина 2,9-3,44. Твердість 5,0-6,0. Білого або сіро-зеленого кольору, сірий, безбарвний. Блиск скляний, у тонковолокнистих аґреґатів шовковистий. Крихкий. Походження головним чином метаморфічне. 
Тремоліт флуоресціює світло-блакитним кольором при денному світлі та під короткохвильовим ультрафіолетовим світлом з Франкліна, округ Сассекс, Нью-Джерсі, США Залежно від місця розташування, деякі тремоліти демонструють блакитнувату, зелену, помаранчеву, рожево-червону або білу флуоресценцію під короткохвильовим ультрафіолетовим світлом, а також помаранчеву або рожево-червону флуоресценцію під довгохвильовим ультрафіолетовим світлом.
Зустрічається у двох різних формах: кристалах і волокнах. Тремоліт утворює ряд з актинолітом і фероактинолітом. Тонковолокнистий різновид тремоліту називається тремоліт-азбест, а щільний прихованокристалічний — нефрит. 
Зустрічається в метаморфічних породах, переважно у продуктах регіонального метаморфізму. 
Важливий породотвірний мінерал на контактах вивержених порід з вапняками та доломітами, також у кристалічних сланцях. Напівдорогоцінний різновид — нефрит, волокнистий різновид — бісоліт.
Асоціація: кальцит, доломіт, кальцієвий гранат, воластоніт, тальк, діопсид, форстерит, кумінгтоніт, магнезіо-кумінгтоніт, рибекіт, вінхіт.
Незвичайний вигляд деяких різновидів тремоліту робить його цінним мінералом для колекціонерів. У не меншому ступені приваблює і його гарне світіння. Використовують в основному як будівельний матеріал для облицювання, а також як геотермометр у геології і в хімічній промисловості як наповнювач.

## Різновиди
Розрізняють:
- тремоліт-азбест (тонковолокнистий термостійкий різновид тремоліту),
- тремоліт залізистий (залізистий різновид тремоліту — Ca2Fe5[Si4O11]2(OH)2),
- гексагоніт (ліловий тремоліт),
- тремоліт манґанистий, манґантремоліт, (різновид тремоліту з манґанового родов. Казо-Майн, Японія, який містить до 8 % MnO),
- тремоліт натріїстий (мінерал, за складом проміжний між тремолітом та глаукофаном),
- тремоліт хромистий (різновид тремоліту з родов. Отокумпу, Фінляндія, що містить до 2 % Cr2O3).

## Особливі характеристики тремоліту

### Тонкі кристали
Одна з головних особливостей тремоліта полягає в тому, що він утворює дуже тонкі кристали, зовнішнім виглядом нагадують волоски або голки, які практично завжди формують агрегати, схожі на азбест (гірський льон). Іноді кристали ростуть так щільно, що приймають вигляд товстих витягнутих призм різного розміру, які не завжди мають однакову кількість граней. Насправді згадані призми несправжні, оскільки складені з безлічі витягнутих і плоских волокон. У ряді випадків ці волокна утворюють агрегати інших форм. Особливий інтерес колекціонерів викликають агрегати, схожі на волосся, в яких кристали виходять із загального центру і ростуть в радіальному напрямку.

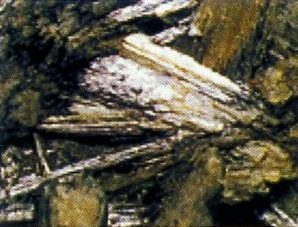
Голчасті кристали тремоліту

### Варіації кольору
Найчастіший колір кристалів тремоліту — білий, перлинно-сірий, кремовий. Інші кольори, що варіюються від сірого і жовтого до зеленого і фіолетового, обумовлені наявністю домішок — елементів, чужих базовому хімічному складу мінералу. Однім з них, найбільш впливаючим на колір тремоліта, є залізо. Незначна його кількість забарвлює мінерал в зелені тони, при більш істотних значеннях тремоліт темніє і сильно змінює вагу до важчої. Різновид тремоліта, який називається гексагонітом і добувається в штаті Нью-Йорк (США), має красивий фіолетовий колір і високо цінується колекціонерами.

### Тремоліт-азбест
Один з різновидів тремоліту, який має велике промислове значення. Останнім часом його використання істотно скоротилася, що пов'язано з небезпекою для здоров'я людини. У ряді країн азбест ще все широко використовується, незважаючи на небезпеку його застосування. Тремолітовий азбест або гірський льон високо канцерогенний, тому робота з ним вимагає особливих пересторог. Волокна тремоліту дуже тонкі і жорсткі. У ході обробки мінералу вони перетворюються на пил, який складається з гострих найдрібніших шматочків волокон і несе в собі велику небезпеку. Розмір фрагментів такий малий, що вони легко потрапляють в легені разом з повітрям і врізаються в стінки альвеол, залишаючись там назавжди. Витягти їх звідти неможливо, а знаходження там спричиняє виникнення різних захворювань, включаючи рак легенів, мезотеліому і азбестоз, що мають незворотний характер. З цієї причини застосування тремолітового азбесту як ізоляційного матеріалу в будівництві було заборонено законом, і багато будинків, де використовувався цей матеріал, підлягають складній і дорогій перебудові. В автомобільній промисловості законодавчої заборони на використання азбесту немає, проте самі виробники відмовляються від його застосування в гальмівних колодках і дисках зчеплення.

### Мінерал— термометр
Вчені, особливо петрологи, використовують тремоліт як індикатор температури. При дії дуже високих температур цей мінерал стає нестабільним і перетворюється в діопсид. Таким чином, наявність тремоліту і відсутність диопсиду у зразку показує, що порода, з якої він видобутий, не піддавалася сильному нагріванню.

## Поширення
Досить поширений в земній корі мінерал. Залягає в зонах, де проходили метаморфічні процеси в багатих кальцієм породах. 
Тремоліт, поширене мінеральне утворення, зустрічається в багатьох місцях, майже 3000 його локалізацій задокументовано по всьому світу (станом на 2022 рік). Окрім типової локалізації Камполунго в долині Валь-П'юмонья та долини Валь-Тремола на перевалі Готард, мінерал також був знайдений у Швейцарії поблизу Фузіо в районі Валлемаджа в Тічино, на горах Офенхорн та Гайспфад у Біннталі, а також поблизу Мартіньї в кантоні Вале.
У Німеччині тремоліт був знайдений, серед іншого, у Зільберберзі поблизу Тодтнау в Баден-Вюртемберзі, у кількох місцях у Франконії та Нижній Баварії, поблизу Росбаха (Бенсхайма) в регіоні Оденвальд у Гессені, поблизу Бад-Гарцбурга в Нижній Саксонії, поблизу Брайтенбрунна/Ерцгебірге, Шнеберга та Байєрфельда в Рудних горах, поблизу Ельсніца в регіоні Фогтланд у Саксонії, а також поблизу Бармштедта та Шенберга в Шлезвіг-Гольштейні.
В Австрії мінерал був знайдений у кількох місцях у Бургенланді, Каринтії, Нижній Австрії, Зальцбурзі, Штирії, а також у долинах Інн та Циллер у Тіролі.
Брумаду в Баїї, Бразилія, також відомий винятковими знахідками тремоліту, де були знайдені довгопризматичні кристали довжиною до 40 см.
Інші місця походження включають Афганістан, Єгипет, Антарктиду, Аргентину, Ефіопію, Австралію, Бангладеш, Болівію, Бразилію, Болгарію, Чилі, Китай, Фіджі, Фінляндію, Францію, Грузію, Грецію, Гренландію, Гаїті, Індію, Іран, Ірландію, Італію, Японію, Канаду, Казахстан, Кенію, Північну та Південну Корею, Мадагаскар, Малайзію, Марокко, Мексику, М'янму, Намібію, Нову Зеландію, Норвегію, Пакистан, Перу, Польщу, Португалію, Румунію, Росію, Замбію, Зімбабве, Словаччину, Іспанію, Швецію, Південну Африку, Тайвань, Танзанію, Чехію, Туреччину, Україну, Угорщину, Американську Віргінську острівну Сент-Джон, Сполучене Королівство (Велика Британія) та Сполучені Штати Америки (США) - штати Нью-Йорк, Каліфорнія, Арізона і Коннектикут.
Тремоліт також був знайдений у зразках гірських порід Серединно-Атлантичного хребта.
Основні родовища знаходяться в Онтаріо (Канада), Нью-Йорку, Каліфорнії, Аризоні і Коннектикуті (США), на півночі Італії, в долині Тремола (Швейцарія), в Танзанії та Фінляндії.
Тремоліт в Україні в основному видобувають з родовищ на території Криворізького залізорудного басейну.